# Amaral Ferrador
Amaral Ferrador este un oraș în Rio Grande do Sul (RS), Brazilia.